# La Joya (Veracruz)
La Joya es una comunidad de larga trayectoria en el municipio de Acajete, Veracruz, cuyo origen se remonta a tiempos antiguos. Está situada a una altitud de 2160 m s. n. m. (metros sobre el nivel del mar), con un clima que varía entre los 5 y los 26 °C (grados Celsius). La Joya se distingue en la zona por su rica cultura culinaria, especialmente en la elaboración de panes y quesos.
La comunidad es reconocida por sus panes artesanales, elaborados con técnicas transmitidas de generación en generación. Estos panes, con su aroma y sabor inigualables, son muy apreciados tanto por los habitantes locales como por los turistas.
Además, La Joya se enorgullece de su tradición quesera. La producción de quesos es una actividad central en la economía local.
Los quesos de La Joya se caracterizan por su calidad excepcional y variedad de sabores, reflejando la dedicación y el conocimiento transmitidos a lo largo de los años.
A pesar de que la fecha exacta de su fundación se desconoce, La Joya ha dejado una marca duradera en la región gracias a su rica historia, cultura y su destacada habilidad en la elaboración de panes y quesos.

## Historia de la comunidad de La Joya

### Fundación y sitios históricos
El origen de La Joya se remonta a un pequeño pueblo fundado alrededor de los años 1550 a 1600 en el antiguo camino real que conectaba el puerto de Veracruz con la Ciudad de México. En sus primeros días, este pueblo era conocido como Estancia de Aguilar.
Un evento importante en la historia de La Joya fue la construcción de un horno de pan de piedra aproximadamente 300 años después de su fundación. Durante la época del Virreinato de la Nueva España, este horno fue utilizado por los españoles. El horno, construido completamente de piedra, ha permanecido como un testigo silencioso de la tradición panadera de la comunidad.
A lo largo del antiguo camino real se pueden observar cuatro cañones que, según se cuenta, fueron abandonados por los franceses durante la batalla de Puebla el 5 de mayo de 1862. Estas armas históricas se han convertido en un monumento en La Joya, donde se exhiben junto a la bandera nacional, en honor a los sucesos que marcaron la historia del país.
Estos elementos históricos, como el antiguo pueblo de Estancia de Aguilar, el horno de pan de piedra y los cañones monumentales, son evidencias tangibles del rico pasado de La Joya y su aporte a la historia de Veracruz.

## Festividades
La comunidad de La Joya festeja distintas festividades a lo largo del año, resaltando entre ellas la celebración patronal en honor a San José, el santo de la iglesia local. Este evento se lleva a cabo cada año el 19 de marzo. Durante la festividad patronal, la comunidad se adorna y recibe invitados de varios lugares, convirtiéndose en un punto de encuentro festivo. La noche anterior, el 18 de marzo, conocida como la "noche del castillo", se encienden fuegos artificiales cerca de la iglesia, marcando el inicio de la celebración. Durante el día principal de la feria, se llevan a cabo distintos eventos y actividades, y por la mañana se realiza una misa especial en honor a San José. 
Otra fecha relevante en La Joya es el 20 de noviembre, día en el que se celebra el aniversario de la Revolución Mexicana. Para conmemorar esta fecha histórica, la comunidad organiza un desfile en el que participan tanto habitantes locales como visitantes. 
El 15 de septiembre se hacía una pequeña fiesta con la representación del grito de dolores.

## Lugares de interés

### La iglesia de San José

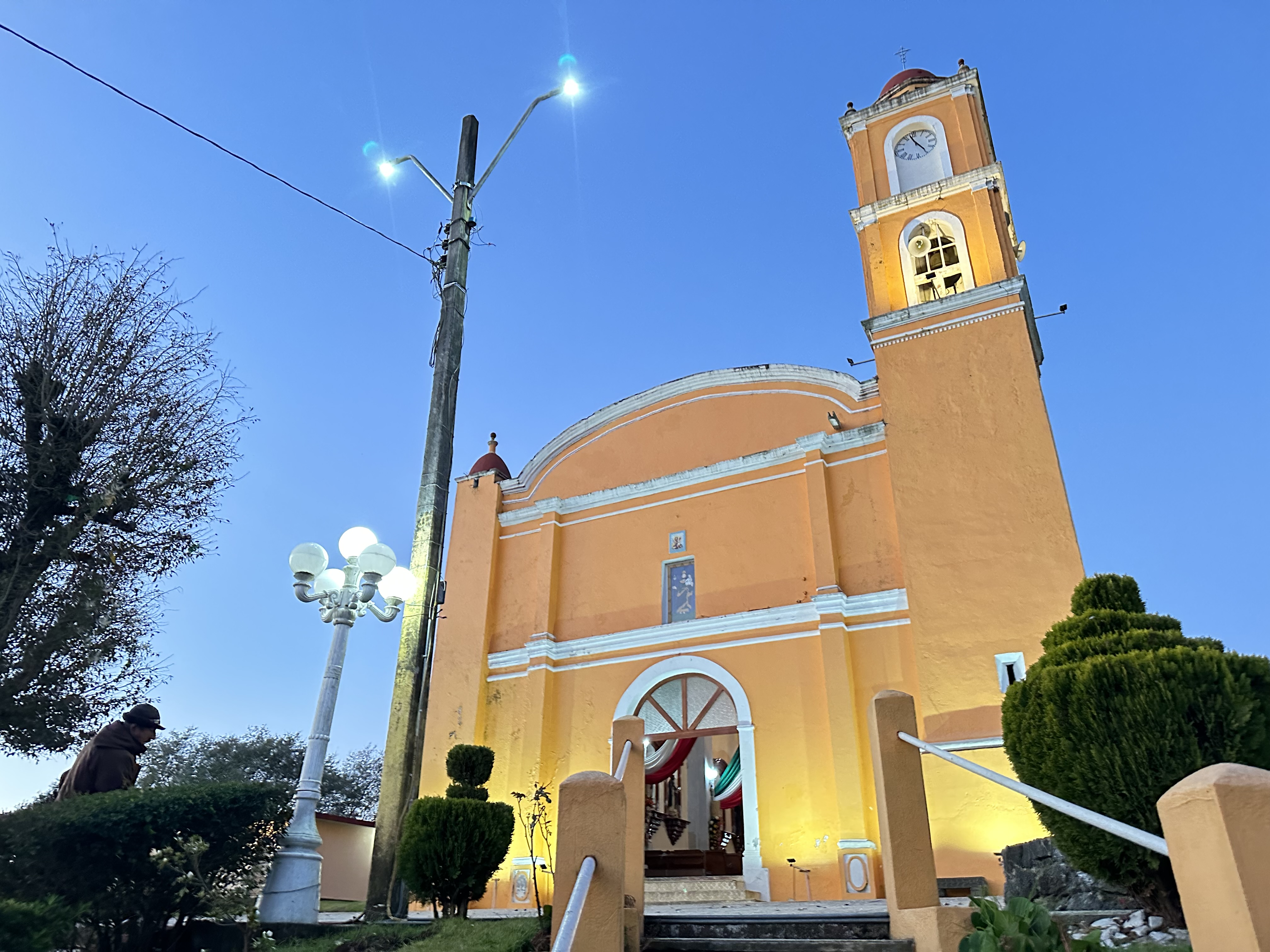

En lo alto de un pequeño cerro en la localidad, se encuentra la iglesia de San José, que presume de una antigüedad de entre 200 y 250 años. Este lugar de culto representa un símbolo importante para la comunidad y es un testimonio vivo de su historia y tradiciones religiosas.

### El horno
Un horno de pan hecho completamente de piedra, utilizado por los españoles hace aproximadamente 300 años, es otro destacado patrimonio de La Joya. Este horno histórico es un recordatorio tangible de la tradición panadera que ha sido transmitida a lo largo del tiempo.

### Los cañones
En un parque dentro de una rotonda en la comunidad, se exhiben cinco cañones franceses que datan de la Guerra de Puebla del 5 de mayo. Estas armas históricas, dejadas en el lugar, se han convertido en un monumento que evoca los eventos significativos en la historia de México.

### Casas abandonadas y construcciones antiguas
La Joya alberga varias construcciones y casas de más de 100 años de antigüedad. Algunas de estas estructuras están abandonadas, mientras que otras han sido remodeladas y adaptadas a un entorno más moderno. Estos edificios antiguos, con sus arcos distintivos, reflejan la historia arquitectónica de la comunidad.

### Cerro del Hoyo

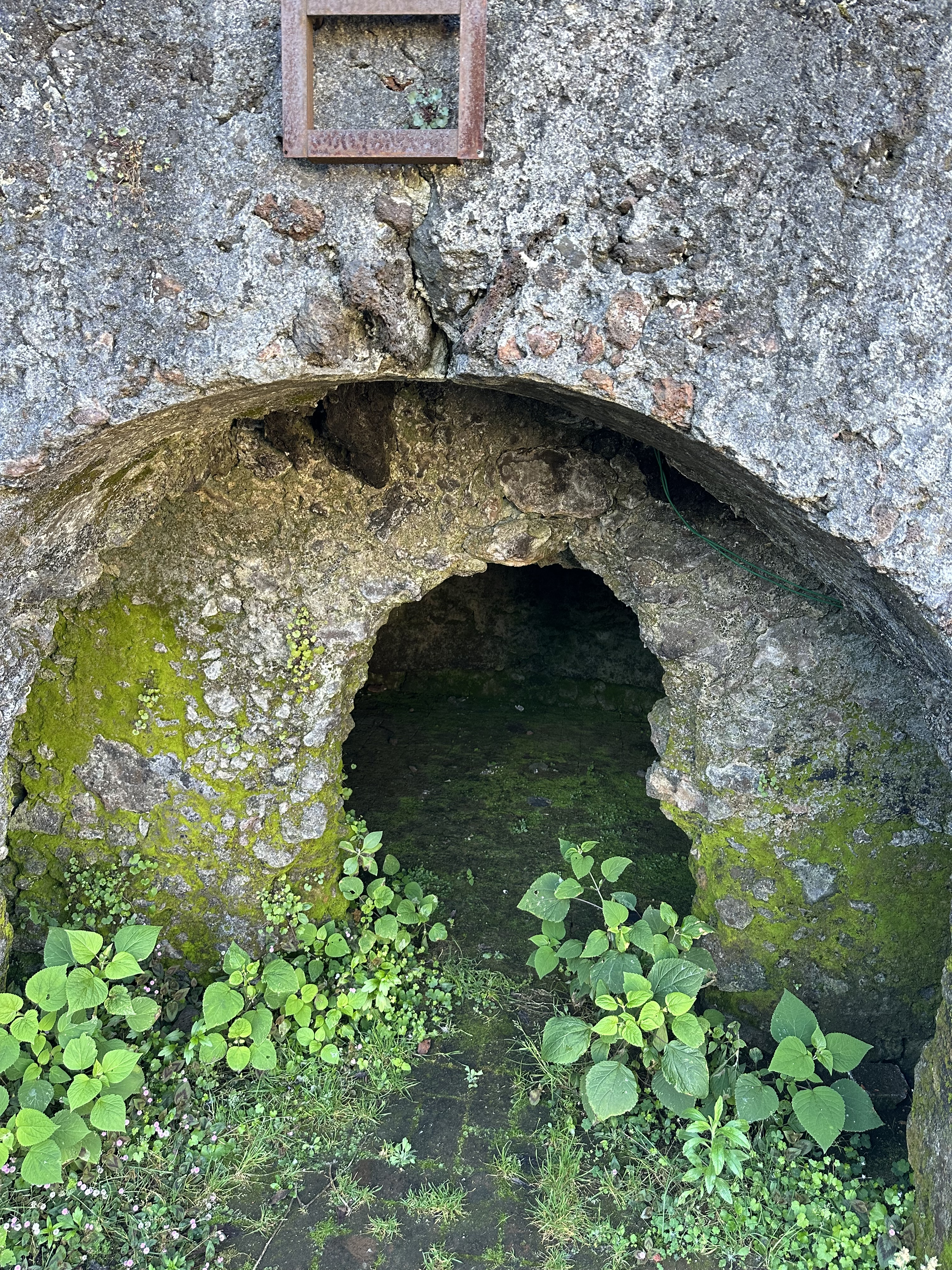

Un imponente cerro de aproximadamente 200 metros de altura se encuentra en uno de los extremos de La Joya. Este volcán ofrece una vista panorámica que se puede apreciar desde diversos puntos del pueblo, añadiendo una belleza natural a su paisaje.

### El Rincón
Ubicado cerca de la carretera, el Rancho El Rincón es un destacado lugar en La Joya. Este rancho se caracteriza por su gran diversidad de flora y fauna, tanto doméstica como silvestre. Es un espacio que refleja la conexión de La Joya con su entorno natural y ofrece la oportunidad de disfrutar de la belleza de la naturaleza y explorar los alrededores. El Rancho El Rincón es un sitio popular para aquellos que buscan vivir experiencias en contacto con la vida rural y disfrutar de actividades al aire libre.

## Escuelas
En La Joya, se encuentran dos importantes instituciones educativas que brindan educación a los estudiantes de la comunidad

### Escuela Primaria Juan de la Luz Enríquez
Esta escuela primaria desempeña un papel fundamental en la educación de los niños de La Joya. Con su compromiso con la enseñanza de calidad, la Escuela Primaria Juan de la Luz Enríquez contribuye al desarrollo académico y personal de los estudiantes, sentando las bases para su futuro.

### Telesecundaria Jaime Torres Bodet
La Joya cuenta también con la Telesecundaria Jaime Torres Bodet, una institución de nivel secundario que brinda educación a los adolescentes de la comunidad. Esta telesecundaria ofrece oportunidades de aprendizaje y prepara a los estudiantes para continuar su formación académica.

## Clima
La comunidad de La Joya se caracteriza por tener un clima fresco en la mayoría del año. Durante gran parte de la temporada, se experimentan temperaturas bajas, lo que contribuye a un ambiente fresco y agradable para sus habitantes. Durante los meses de septiembre, es común la presencia de fuertes lluvias que refrescan la zona, mientras que durante el invierno, se pueden experimentar heladas, añadiendo un toque de belleza invernal al paisaje. Sin embargo, es importante tener en cuenta que las condiciones climáticas pueden variar y es recomendable consultar fuentes locales actualizadas para obtener información más precisa sobre el clima en La Joya durante momentos específicos del año.

## Ubicación
La Joya se encuentra en el municipio de Acajete, en las fronteras municipales de Las Vigas y Tlacolulan, en el estado de Veracruz, México. La comunidad se sitúa en las orillas de la carretera Xalapa-Puebla, a una altitud de 2160 metros sobre el nivel del mar. Esta ubicación estratégica en la región proporciona accesibilidad a La Joya y la conecta con otras localidades cercanas.